# Jules de Rasse

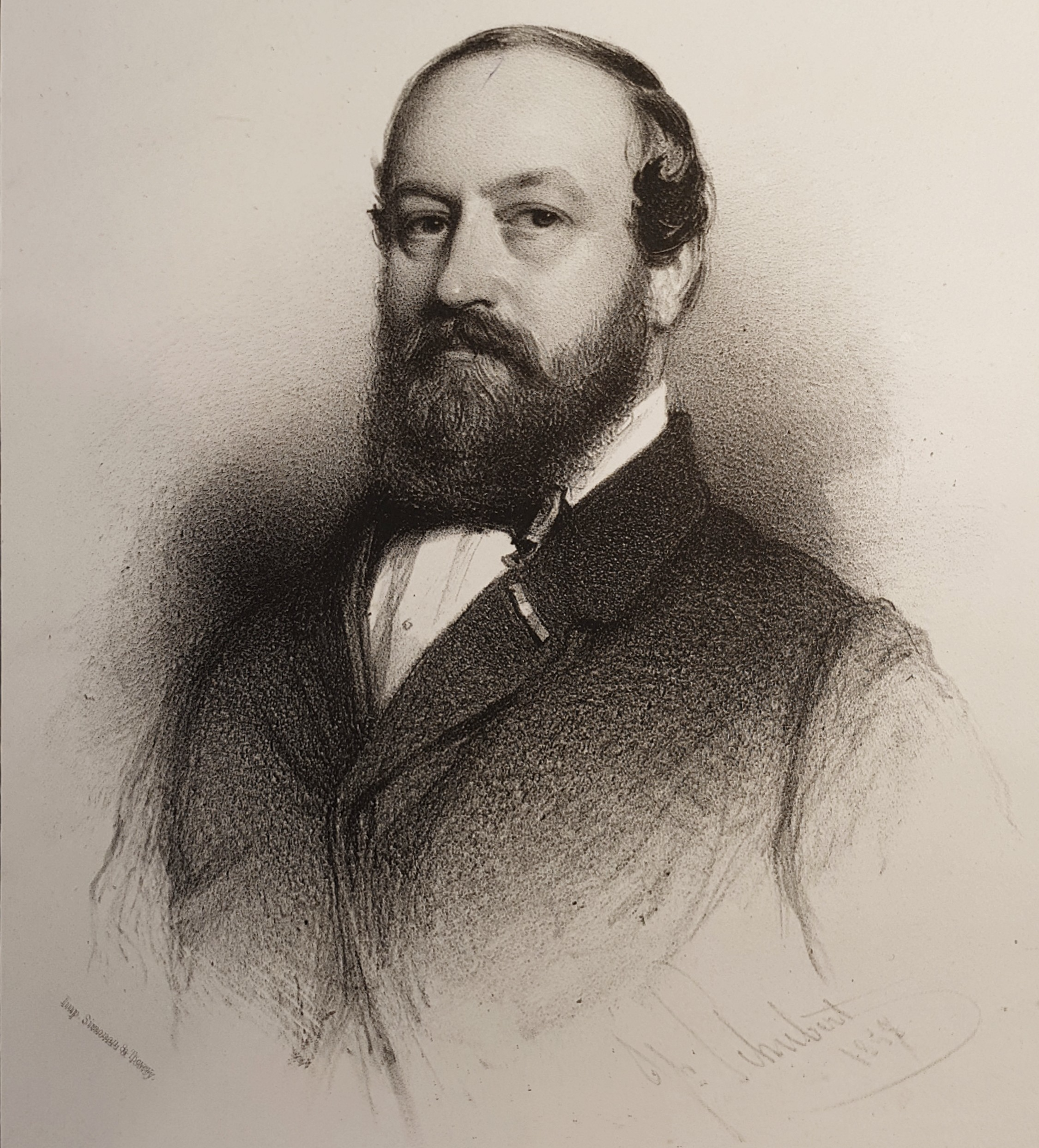
Jules de Rasse

Jules-Auguste-Charles-Henri-Joseph de Rasse (Doornik, 6 september 1808 - Enghien-les-Bains, 3 mei 1883) was een Belgisch diplomaat en volksvertegenwoordiger. 

## Biografie

### Familie
Jules de Rasse behoorde tot een stevig in het Doornikse ingeplante familie. Hij was een zoon van Charles de Rasse (1774-1818), burgemeester van Doornik en lid van de Provinciale Staten van Henegouwen, en Charlotte Lefèbvre. Hij trouwde in 1839 in Parijs met Jeanne Persolle (1817-1870), dochter van een reder uit Brest. Er was waarschijnlijk verwantschap want deze was getrouwd met Antoinette Lefebvre. Ze kregen twee zoons, maar zonder verder nageslacht.
Zijn broer was baron Alphonse de Rasse, burgemeester van Doornik, senator en voorzitter van de Raad van Adel.
In 1844 verkreeg de Rasse opname in de erfelijke Belgische adel met een riddertitel, die in 1847 werd verhoogd tot een baronstitel, overdraagbaar op al zijn nazaten.

### Loopbaan
In september 1830 nam De Rasse enthousiast deel aan de Belgische opstand. Hij trok naar Brussel met kanonpoeder dat hij aan de opstandelingen overhandigde en op zijn reis van en naar Brussel richtte hij in verschillende gemeenten en op zijn kosten milities op.
In 1836 werd hij ambassaderaad op de ambassade in Parijs, die geleid werd door zijn stadgenoot Charles Le Hon. Hij behoorde tot de delegatie die in 1856 de koning der Belgen vertegenwoordigde bij de kroning van de koning van Portugal.
Teruggekeerd in België werd hij van 1833 tot 1845 arrondissementscommissaris van Doornik en vervolgens opnieuw diplomaat. In december 1856 volgde hij Charles Le Hon op als katholiek volksvertegenwoordiger voor het arrondissement Doornik, maar bleef dit slechts tot december 1857.